# Championnat du monde masculin de volley-ball 1974
Navigation
Bulgarie 1970 Italie 1978
Le championnat du monde de volley-ball masculin 1974 s'est déroulé à Mexico ( Mexique) du 12 octobre au 28 octobre 1974.

## Compétition

### Tour préliminaire

#### Composition des groupes
| Poule A                                                     | Poule B                                                 | Poule C                                        | Poule D                                    | Poule E                                                        | Poule F                                      |
| ----------------------------------------------------------- | ------------------------------------------------------- | ---------------------------------------------- | ------------------------------------------ | -------------------------------------------------------------- | -------------------------------------------- |
| Site : Guadalajara Cuba Allemagne de l'Est Italie Venezuela | Site : Mexico Mexique Pays-Bas Tunisie Rép. dominicaine | Site : Monterrey Bulgarie Brésil France Panama | Site : Tijuana Japon Belgique Chine Canada | Site : Puebla Tchécoslovaquie Roumanie Corée du Sud Porto Rico | Site : Toluca Pologne URSS États-Unis Égypte |

#### Poule A
| # | Équipe             | Pts | J | G | P | Sp | Sc | Ratio | Pp | Pc | Ratio |
| - | ------------------ | --- | - | - | - | -- | -- | ----- | -- | -- | ----- |
| 1 | Cuba               | 6   | 3 | 3 | 0 | 9  | 1  | 9     | 0  | 0  |       |
| 2 | Allemagne de l'Est | 5   | 3 | 2 | 1 | 6  | 3  | 2     | 0  | 0  |       |
| 3 | Italie             | 4   | 3 | 1 | 2 | 4  | 7  | 0.571 | 0  | 0  |       |
| 4 | Venezuela          | 3   | 3 | 0 | 3 | 1  | 9  | 0.111 | 0  | 0  |       |

| Date  | Match                          | Résultat | Sets  | Sets  | Sets  | Sets | Sets | Total Points |
| Date  | Match                          | Résultat | 1     | 2     | 3     | 4    | 5    | Total Points |
| ----- | ------------------------------ | -------- | ----- | ----- | ----- | ---- | ---- | ------------ |
| 13.10 | Allemagne de l'Est - Venezuela | 3 - 0    | 15-2  | 15-3  | 15-7  | -    | -    | 45-12        |
| 13.10 | Cuba - Italie                  | 3 - 1    | 15-13 | 13-15 | 15-13 | 15-2 | -    | 58-43        |
| 14.10 | Cuba - Venezuela               | 3 - 0    | 15-12 | 15-3  | 15-10 | -    | -    | 45-25        |
| 14.10 | Allemagne de l'Est - Italie    | 3 - 0    | 15-10 | 15-5  | 15-12 | -    | -    | 45-27        |
| 15.10 | Italie - Venezuela             | 3 - 1    | 15-13 | 15-12 | 5-15  | 15-9 | -    | 50-49        |
| 15.10 | Cuba - Allemagne de l'Est      | 3 - 0    | 15-8  | 15-8  | 15-6  | -    | -    | 45-22        |

#### Poule B
| # | Équipe           | Pts | J | G | P | Sp | Sc | Ratio | Pp | Pc | Ratio |
| - | ---------------- | --- | - | - | - | -- | -- | ----- | -- | -- | ----- |
| 1 | Mexique          | 6   | 3 | 3 | 0 | 9  | 1  | 9     | 0  | 0  |       |
| 2 | Pays-Bas         | 5   | 3 | 2 | 1 | 7  | 4  | 1.75  | 0  | 0  |       |
| 3 | Tunisie          | 4   | 3 | 1 | 2 | 3  | 8  | 0.375 | 0  | 0  |       |
| 4 | Rép. dominicaine | 3   | 3 | 0 | 3 | 3  | 9  | 0.333 | 0  | 0  |       |

| Date  | Match                       | Résultat | Sets | Sets  | Sets  | Sets | Sets | Total Points |
| Date  | Match                       | Résultat | 1    | 2     | 3     | 4    | 5    | Total Points |
| ----- | --------------------------- | -------- | ---- | ----- | ----- | ---- | ---- | ------------ |
| 12.10 | Mexique - Rép. dominicaine  | 3 - 0    | 15-2 | 15-2  | 15-10 | -    | -    | 45-14        |
| 13.10 | Pays-Bas - Tunisie          | 3 - 0    | 15-2 | 15-5  | 15-6  | -    | -    | 45-13        |
| 14.10 | Pays-Bas - Rép. dominicaine | 3 - 1    | 15-8 | 13-15 | 15-6  | 15-7 | -    | 58-36        |
| 14.10 | Mexique - Tunisie           | 3 - 0    | 15-5 | 15-7  | 15-4  | -    | -    | 45-16        |
| 15.10 | Tunisie - Rép. dominicaine  | 3 - 2    | 7-15 | 10-15 | 15-2  | 15-4 | 15-5 | 62-41        |
| 15.10 | Mexique - Pays-Bas          | 3 - 1    | 9-15 | 15-3  | 15-4  | 15-8 | -    | 54-30        |

#### Poule C
| # | Équipe   | Pts | J | G | P | Sp | Sc | Ratio | Pp | Pc | Ratio |
| - | -------- | --- | - | - | - | -- | -- | ----- | -- | -- | ----- |
| 1 | Bulgarie | 6   | 3 | 3 | 0 | 9  | 3  | 3     | 0  | 0  |       |
| 2 | Brésil   | 5   | 3 | 2 | 1 | 8  | 3  | 2.667 | 0  | 0  |       |
| 3 | France   | 4   | 3 | 1 | 2 | 4  | 6  | 0.667 | 0  | 0  |       |
| 4 | Panama   | 3   | 3 | 0 | 3 | 0  | 9  | 0     | 0  | 0  |       |

| Date  | Match             | Résultat | Sets  | Sets  | Sets  | Sets  | Sets  | Total Points |
| Date  | Match             | Résultat | 1     | 2     | 3     | 4     | 5     | Total Points |
| ----- | ----------------- | -------- | ----- | ----- | ----- | ----- | ----- | ------------ |
| 13.10 | Bulgarie - Panama | 3 - 0    | 15-0  | 15-1  | 15-2  | -     | -     | 45-3         |
| 13.10 | Brésil - France   | 3 - 0    | 15-5  | 15-10 | 15-10 | -     | -     | 45-25        |
| 14.10 | Brésil - Panama   | 3 - 0    | 15-3  | 15-6  | 15-6  | -     | -     | 45-15        |
| 14.10 | Bulgarie - France | 3 - 1    | 15-5  | 13-15 | 15-4  | 15-12 | -     | 58-36        |
| 15.10 | France - Panama   | 3 - 0    | -     | -     | -     | -     | -     | -            |
| 15.10 | Bulgarie - Brésil | 3 - 2    | 12-15 | 10-15 | 15-12 | 15-12 | 15-13 | 67-67        |

#### Poule D
| # | Équipe   | Pts | J | G | P | Sp | Sc | Ratio | Pp | Pc | Ratio |
| - | -------- | --- | - | - | - | -- | -- | ----- | -- | -- | ----- |
| 1 | Japon    | 6   | 3 | 3 | 0 | 9  | 0  | MAX   | 0  | 0  |       |
| 2 | Belgique | 5   | 3 | 2 | 1 | 6  | 4  | 1.5   | 0  | 0  |       |
| 3 | Chine    | 4   | 3 | 1 | 2 | 4  | 6  | 0.667 | 0  | 0  |       |
| 4 | Canada   | 3   | 3 | 0 | 3 | 0  | 9  | 0     | 0  | 0  |       |

| Date  | Match             | Résultat | Sets  | Sets  | Sets  | Sets  | Sets | Total Points |
| Date  | Match             | Résultat | 1     | 2     | 3     | 4     | 5    | Total Points |
| ----- | ----------------- | -------- | ----- | ----- | ----- | ----- | ---- | ------------ |
| 13.10 | Belgique - Chine  | 3 - 1    | 15-5  | 15-10 | 8-15  | 15-12 | -    | 53-42        |
| 13.10 | Japon - Canada    | 3 - 0    | 15-6  | 15-3  | 15-3  | -     | -    | 45-12        |
| 14.10 | Belgique - Canada | 3 - 0    | 15-6  | 15-9  | 15-8  | -     | -    | 45-23        |
| 14.10 | Japon - Chine     | 3 - 0    | 15-11 | 15-3  | 15-3  | -     | -    | 45-17        |
| 15.10 | Chine - Canada    | 3 - 0    | -     | -     | -     | -     | -    | -            |
| 15.10 | Japon - Belgique  | 3 - 0    | 15-10 | 15-5  | 15-12 | -     | -    | 45-27        |

#### Poule E
| # | Équipe          | Pts | J | G | P | Sp | Sc | Ratio | Pp | Pc | Ratio |
| - | --------------- | --- | - | - | - | -- | -- | ----- | -- | -- | ----- |
| 1 | Tchécoslovaquie | 6   | 3 | 3 | 0 | 9  | 2  | 4.5   | 0  | 0  |       |
| 2 | Roumanie        | 5   | 3 | 2 | 1 | 8  | 3  | 2.667 | 0  | 0  |       |
| 3 | Corée du Sud    | 4   | 3 | 1 | 2 | 3  | 6  | 0.5   | 0  | 0  |       |
| 4 | Porto Rico      | 3   | 3 | 0 | 3 | 0  | 9  | 0     | 0  | 0  |       |

| Date  | Match                          | Résultat | Sets  | Sets | Sets  | Sets  | Sets | Total Points |
| Date  | Match                          | Résultat | 1     | 2    | 3     | 4     | 5    | Total Points |
| ----- | ------------------------------ | -------- | ----- | ---- | ----- | ----- | ---- | ------------ |
| 13.10 | Roumanie - Corée du Sud        | 3 - 0    | -     | -    | -     | -     | -    | -            |
| 13.10 | Tchécoslovaquie - Porto Rico   | 3 - 0    | 15-3  | 15-6 | 15-5  | -     | -    | 45-14        |
| 14.10 | Roumanie - Porto Rico          | 3 - 0    | 15-9  | 15-5 | 15-5  | -     | -    | 45-19        |
| 14.10 | Tchécoslovaquie - Corée du Sud | 3 - 0    | 15-10 | 15-7 | 15-7  | -     | -    | 45-24        |
| 15.10 | Corée du Sud - Porto Rico      | 3 - 0    | -     | -    | -     | -     | -    | -            |
| 16.10 | Tchécoslovaquie - Roumanie     | 3 - 2    | 17-15 | 9-15 | 15-13 | 12-15 | 15-9 | 68-67        |

#### Poule F
| # | Équipe     | Pts | J | G | P | Sp | Sc | Ratio | Pp | Pc | Ratio |
| - | ---------- | --- | - | - | - | -- | -- | ----- | -- | -- | ----- |
| 1 | Pologne    | 6   | 3 | 3 | 0 | 9  | 2  | 4.5   | 0  | 0  |       |
| 2 | URSS       | 5   | 3 | 2 | 1 | 7  | 3  | 2.333 | 0  | 0  |       |
| 3 | États-Unis | 4   | 3 | 1 | 2 | 4  | 6  | 0.667 | 0  | 0  |       |
| 4 | Égypte     | 3   | 3 | 0 | 3 | 0  | 9  | 0     | 0  | 0  |       |

| Date  | Match                | Résultat | Sets  | Sets  | Sets  | Sets  | Sets | Total Points |
| Date  | Match                | Résultat | 1     | 2     | 3     | 4     | 5    | Total Points |
| ----- | -------------------- | -------- | ----- | ----- | ----- | ----- | ---- | ------------ |
| 13.10 | URSS - États-Unis    | 3 - 0    | 15-6  | 15-2  | 15-13 | -     | -    | 45-21        |
| 13.10 | Pologne - Égypte     | 3 - 0    | 15-3  | 15-6  | 15-5  | -     | -    | 45-14        |
| 14.10 | Pologne - États-Unis | 3 - 1    | 15-10 | 13-15 | 15-10 | 15-6  | -    | 58-41        |
| 14.10 | URSS - Égypte        | 3 - 0    | 15-9  | 15-5  | 15-6  | -     | -    | 45-20        |
| 15.10 | États-Unis - Égypte  | 3 - 0    | 15-9  | 15-3  | 15-4  | -     | -    | 45-16        |
| 15.10 | Pologne - URSS       | 3 - 1    | 15-9  | 6-15  | 15-6  | 15-11 | -    | 51-41        |

### Second tour

#### Composition des groupes
| Poule G                                                   | Poule H                                        | Poule I                                        | Poule J                                                | Poule K                                                   | Poule L                                          |
| --------------------------------------------------------- | ---------------------------------------------- | ---------------------------------------------- | ------------------------------------------------------ | --------------------------------------------------------- | ------------------------------------------------ |
| Site : Mexico Pologne Allemagne de l'Est Mexique Belgique | Site : Puebla Tchécoslovaquie URSS Cuba Brésil | Site : Toluca Japon Roumanie Bulgarie Pays-Bas | Site : Guadalajara États-Unis Tunisie Canada Venezuela | Site : Monterrey Chine France Rép. dominicaine Porto Rico | Site : Tijuana Corée du Sud Égypte Italie Panama |

#### Poules 1 à 12

##### Poule G
| # | Équipe             | Pts | J | G | P | Sp | Sc | Ratio | Pp | Pc | Ratio |
| - | ------------------ | --- | - | - | - | -- | -- | ----- | -- | -- | ----- |
| 1 | Pologne            | 6   | 3 | 3 | 0 | 9  | 1  | 9     | 0  | 0  |       |
| 2 | Allemagne de l'Est | 7   | 4 | 3 | 1 | 9  | 5  | 1.8   | 0  | 0  |       |
| 3 | Mexique            | 5   | 4 | 1 | 3 | 6  | 9  | 0.667 | 0  | 0  |       |
| 4 | Belgique           | 3   | 3 | 0 | 3 | 0  | 9  | 0     | 0  | 0  |       |

| Date  | Match                         | Résultat | Sets  | Sets  | Sets  | Sets  | Sets | Total Points |
| Date  | Match                         | Résultat | 1     | 2     | 3     | 4     | 5    | Total Points |
| ----- | ----------------------------- | -------- | ----- | ----- | ----- | ----- | ---- | ------------ |
| 18.10 | Pologne - Allemagne de l'Est  | 3 - 0    | 15-4  | 15-6  | 15-2  | -     | -    | 45-12        |
| 18.10 | Mexique - Belgique            | 3 - 0    | 15-12 | 15-11 | 15-12 | -     | -    | 45-35        |
| 19.10 | Pologne - Belgique            | 3 - 0    | 15-9  | 15-11 | 15-9  | -     | -    | 45-29        |
| 19.10 | Allemagne de l'Est - Mexique  | 3 - 2    | 14-16 | 15-9  | 12-15 | 15-9  | 15-6 | 71-55        |
| 20.10 | Allemagne de l'Est - Belgique | 3 - 0    | 15-1  | 15-4  | 15-8  | -     | -    | 45-13        |
| 20.10 | Pologne - Mexique             | 3 - 1    | 15-12 | 15-11 | 8-15  | 17-15 | -    | 55-53        |

##### Poule H
| # | Équipe          | Pts | J | G | P | Sp | Sc | Ratio | Pp | Pc | Ratio |
| - | --------------- | --- | - | - | - | -- | -- | ----- | -- | -- | ----- |
| 1 | Tchécoslovaquie | 6   | 3 | 3 | 0 | 9  | 2  | 4.5   | 0  | 0  |       |
| 2 | URSS            | 5   | 3 | 2 | 1 | 6  | 3  | 2     | 0  | 0  |       |
| 3 | Cuba            | 4   | 3 | 1 | 2 | 5  | 6  | 0.833 | 0  | 0  |       |
| 4 | Brésil          | 3   | 3 | 0 | 3 | 0  | 9  | 0     | 0  | 0  |       |

| Date  | Match                    | Résultat | Sets  | Sets  | Sets  | Sets  | Sets | Total Points |
| Date  | Match                    | Résultat | 1     | 2     | 3     | 4     | 5    | Total Points |
| ----- | ------------------------ | -------- | ----- | ----- | ----- | ----- | ---- | ------------ |
| 18.10 | Cuba - Brésil            | 3 - 0    | 15-9  | 15-13 | 15-6  | -     | -    | 45-28        |
| 18.10 | Tchécoslovaquie - URSS   | 3 - 0    | 15-7  | 15-11 | 15-7  | -     | -    | 45-25        |
| 19.10 | URSS - Brésil            | 3 - 0    | 15-6  | 15-6  | 15-8  | -     | -    | 45-20        |
| 19.10 | Tchécoslovaquie - Cuba   | 3 - 2    | 9-15  | 15-7  | 9-15  | 15-10 | 15-5 | 63-52        |
| 20.10 | Tchécoslovaquie - Brésil | 3 - 0    | 15-8  | 15-12 | 16-14 | -     | -    | 46-34        |
| 20.10 | URSS - Cuba              | 3 - 0    | 15-10 | 15-12 | 15-5  | -     | -    | 45-27        |

##### Poule I
| # | Équipe   | Pts | J | G | P | Sp | Sc | Ratio | Pp | Pc | Ratio |
| - | -------- | --- | - | - | - | -- | -- | ----- | -- | -- | ----- |
| 1 | Japon    | 6   | 3 | 3 | 0 | 9  | 3  | 3     | 0  | 0  |       |
| 2 | Roumanie | 5   | 3 | 2 | 1 | 8  | 5  | 1.6   | 0  | 0  |       |
| 3 | Bulgarie | 4   | 3 | 1 | 2 | 6  | 7  | 0.857 | 0  | 0  |       |
| 4 | Pays-Bas | 3   | 3 | 0 | 3 | 1  | 9  | 0.111 | 0  | 0  |       |

| Date  | Match               | Résultat | Sets  | Sets  | Sets  | Sets  | Sets  | Total Points |
| Date  | Match               | Résultat | 1     | 2     | 3     | 4     | 5     | Total Points |
| ----- | ------------------- | -------- | ----- | ----- | ----- | ----- | ----- | ------------ |
| 18.10 | Japon - Pays-Bas    | 3 - 0    | 15-6  | 15-3  | 15-4  | -     | -     | 45-13        |
| 18.10 | Roumanie - Bulgarie | 3 - 2    | 17-15 | 7-15  | 4-15  | 20-18 | 15-10 | 63-73        |
| 19.10 | Roumanie - Pays-Bas | 3 - 0    | 15-7  | 15-6  | 15-10 | -     | -     | 45-23        |
| 19.10 | Japon - Bulgarie    | 3 - 1    | 15-10 | 15-9  | 8-15  | 15-9  | -     | 53-43        |
| 20.10 | Bulgarie - Pays-Bas | 3 - 1    | 15-9  | 13-15 | 15-6  | 15-7  | -     | 58-37        |
| 20.10 | Japon - Roumanie    | 3 - 2    | 9-15  | 13-15 | 15-11 | 16-14 | 17-15 | 70-70        |

#### Poules 13 à 24

##### Poule J
| # | Équipe     | Pts | J | G | P | Sp | Sc | Ratio | Pp | Pc | Ratio |
| - | ---------- | --- | - | - | - | -- | -- | ----- | -- | -- | ----- |
| 1 | États-Unis | 6   | 3 | 3 | 0 | 9  | 3  | 3     | 0  | 0  |       |
| 2 | Tunisie    | 5   | 3 | 2 | 1 | 7  | 5  | 1.4   | 0  | 0  |       |
| 3 | Canada     | 4   | 3 | 1 | 2 | 6  | 7  | 0.857 | 0  | 0  |       |
| 4 | Venezuela  | 3   | 3 | 0 | 3 | 2  | 9  | 0.222 | 0  | 0  |       |

| Date  | Match                  | Résultat | Sets  | Sets  | Sets  | Sets  | Sets  | Total Points |
| Date  | Match                  | Résultat | 1     | 2     | 3     | 4     | 5     | Total Points |
| ----- | ---------------------- | -------- | ----- | ----- | ----- | ----- | ----- | ------------ |
| 18.10 | Tunisie - Canada       | 3 - 2    | 15-10 | 11-15 | 13-15 | 15-13 | 15-11 | 69-64        |
| 18.10 | États-Unis - Venezuela | 3 - 1    | 15-10 | 15-6  | 9-15  | 15-6  | -     | 54-37        |
| 19.10 | Canada - Venezuela     | 3 - 1    | 16-14 | 16-14 | 8-15  | 15-13 | -     | 55-56        |
| 19.10 | États-Unis - Tunisie   | 3 - 1    | 15-9  | 15-3  | 15-8  | -     | -     | 45-20        |
| 20.10 | Tunisie - Venezuela    | 3 - 0    | 15-11 | 15-9  | 15-13 | -     | -     | 45-33        |
| 20.10 | États-Unis - Canada    | 3 - 1    | 15-9  | 15-5  | 5-15  | 17-15 | -     | 52-44        |

##### Poule K
| # | Équipe                 | Pts | J | G | P | Sp | Sc | Ratio | Pp | Pc | Ratio |
| - | ---------------------- | --- | - | - | - | -- | -- | ----- | -- | -- | ----- |
| 1 | Chine                  | 6   | 3 | 3 | 0 | 9  | 0  | MAX   | 0  | 0  |       |
| 2 | France                 | 5   | 3 | 2 | 1 | 6  | 5  | 1.2   | 0  | 0  |       |
| 3 | République dominicaine | 4   | 3 | 1 | 2 | 5  | 6  | 0.833 | 0  | 0  |       |
| 4 | Porto Rico             | 3   | 3 | 0 | 3 | 0  | 9  | 0     | 0  | 0  |       |

| Date  | Match                               | Résultat | Sets | Sets  | Sets  | Sets | Sets | Total Points |
| Date  | Match                               | Résultat | 1    | 2     | 3     | 4    | 5    | Total Points |
| ----- | ----------------------------------- | -------- | ---- | ----- | ----- | ---- | ---- | ------------ |
| 18.10 | Chine - République dominicaine      | 3 - 0    | 15-4 | 15-2  | 15-12 | -    | -    | 45-18        |
| 18.10 | France - Porto Rico                 | 3 - 0    | 15-3 | 17-15 | 15-5  | -    | -    | 47-23        |
| 19.10 | Chine - Porto Rico                  | 3 - 0    | 15-2 | 15-3  | 15-4  | -    | -    | 45-9         |
| 19.10 | France - République dominicaine     | 3 - 2    | -    | -     | -     | -    | -    | -            |
| 20.10 | Chine - France                      | 3--      | -    | -     | -     | -    | -    | -            |
| 20.10 | République dominicaine - Porto Rico | 3 - 0    | 15-5 | 15-7  | 15-11 | -    | -    | 45-23        |

##### Poule L
| # | Équipe       | Pts | J | G | P | Sp | Sc | Ratio | Pp | Pc | Ratio |
| - | ------------ | --- | - | - | - | -- | -- | ----- | -- | -- | ----- |
| 1 | Corée du Sud | 6   | 3 | 3 | 0 | 9  | 0  | MAX   | 0  | 0  |       |
| 2 | Égypte       | 5   | 3 | 2 | 1 | 6  | 5  | 1.2   | 0  | 0  |       |
| 3 | Italie       | 4   | 3 | 1 | 2 | 5  | 6  | 0.833 | 0  | 0  |       |
| 4 | Panama       | 3   | 3 | 0 | 3 | 0  | 9  | 0     | 0  | 0  |       |

| Date  | Match                 | Résultat | Sets  | Sets | Sets  | Sets  | Sets | Total Points |
| Date  | Match                 | Résultat | 1     | 2    | 3     | 4     | 5    | Total Points |
| ----- | --------------------- | -------- | ----- | ---- | ----- | ----- | ---- | ------------ |
| 18.10 | Italie - Panama       | 3 - 0    | 15-1  | 15-7 | 15-3  | -     | -    | 45-11        |
| 18.10 | Corée du Sud - Égypte | 3 - 0    | 15-5  | 15-2 | 15-8  | -     | -    | 45-15        |
| 19.10 | Égypte - Italie       | 3 - 1    | 15-13 | 15-6 | 11-15 | 16-14 | -    | 57-48        |
| 19.10 | Corée du Sud - Panama | 3 - 0    | 15-4  | 15-3 | 15-2  | -     | -    | 45-9         |
| 20.10 | Égypte - Panama       | 3 - 0    | -     | -    | -     | -     | -    | -            |
| 20.10 | Corée du Sud - Italie | 3 - 0    | -     | -    | -     | -     | -    | -            |

#### Classement 19-24
| #  | Équipe       | Pts | J | G | P | Sp | Sc | Ratio | Pp | Pc | Ratio |
| -- | ------------ | --- | - | - | - | -- | -- | ----- | -- | -- | ----- |
| 19 | Italie       | 10  | 5 | 5 | 0 | 15 | 1  | 15    | 0  | 0  |       |
| 20 | Canada       | 9   | 5 | 4 | 1 | 12 | 6  | 2     | 0  | 0  |       |
| 21 | Venezuela    | 8   | 5 | 3 | 2 | 11 | 8  | 1.375 | 0  | 0  |       |
| 22 | Corée du Sud | 7   | 5 | 2 | 3 | 7  | 11 | 0.636 | 0  | 0  |       |
| 23 | Porto Rico   | 6   | 5 | 1 | 4 | 4  | 12 | 0.333 | 0  | 0  |       |
| 24 | Panama       | 5   | 5 | 0 | 5 | 4  | 15 | 0.267 | 0  | 0  |       |

| Date  | Match                     | Résultat | Sets  | Sets  | Sets  | Sets  | Sets  | Total Points |
| Date  | Match                     | Résultat | 1     | 2     | 3     | 4     | 5     | Total Points |
| ----- | ------------------------- | -------- | ----- | ----- | ----- | ----- | ----- | ------------ |
| 22.10 | Canada - Panama           | 3 - 1    | 15-1  | 15-4  | 12-15 | 15-10 | -     | 57-30        |
| 22.10 | Venezuela - Porto Rico    | 3 - 0    | 15-4  | 15-4  | 15-6  | -     | -     | 45-14        |
| 22.10 | Italie - Corée du Sud     | 3 - 1    | 13-15 | 15-4  | 15-7  | 15-4  | -     | 58-30        |
| 23.10 | Venezuela - Panama        | 3 - 2    | 14-16 | 15-12 | 15-10 | 9-15  | 15-12 | 68-65        |
| 23.10 | Italie - Porto Rico       | 3 - 0    | 15-8  | 15-3  | 15-6  | -     | -     | 45-17        |
| 23.10 | Canada - Corée du Sud     | 3 - 0    | 15-13 | 15-4  | 15-13 | -     | -     | 45-30        |
| 24.10 | Canada - Venezuela        | 3 - 2    | 3-15  | 15-13 | 7-15  | 15-10 | 15-7  | 55-60        |
| 24.10 | Italie - Panama           | 3 - 0    | 15-8  | 15-3  | 15-4  | -     | -     | 45-15        |
| 24.10 | Corée du Sud - Porto Rico | 3 - 1    | 15-13 | 15-12 | 11-15 | 15-12 | -     | 56-52        |
| 26.10 | Corée du Sud - Panama     | 3 - 0    | 15-5  | 10-15 | 15-5  | 4-15  | 15-8  | 59-48        |
| 26.10 | Italie - Venezuela        | 3 - 0    | 15-6  | 15-11 | 15-10 | -     | -     | 45-27        |
| 26.10 | Canada - Porto Rico       | 3 - 1    | 15-11 | 12-15 | 15-9  | 15-2  | -     | 57-37        |
| 27.10 | Italie - Canada           | 3 - 0    | 15-6  | 15-13 | 15-12 | -     | -     | 45-31        |
| 27.10 | Venezuela - Corée du Sud  | 3 - 0    | 15-4  | 15-9  | 15-10 | -     | -     | 45-23        |
| 27.10 | Porto Rico - Panama       | 3 - 0    | 15-6  | 15-10 | 15-9  | -     | -     | 45-30        |

#### Classement 13-18
| #  | Équipe       | Pts | J | G | P | Sp | Sc | Ratio | Pp | Pc | Ratio |
| -- | ------------ | --- | - | - | - | -- | -- | ----- | -- | -- | ----- |
| 13 | Corée du Sud | 10  | 5 | 5 | 0 | 15 | 2  | 7.5   | 0  | 0  |       |
| 14 | États-Unis   | 9   | 5 | 4 | 1 | 14 | 5  | 2.8   | 0  | 0  |       |
| 15 | Chine        | 8   | 5 | 3 | 2 | 9  | 7  | 1.286 | 0  | 0  |       |
| 16 | France       | 7   | 5 | 2 | 3 | 8  | 9  | 0.889 | 0  | 0  |       |
| 17 | Égypte       | 6   | 5 | 1 | 4 | 4  | 14 | 0.286 | 0  | 0  |       |
| 18 | Tunisie      | 5   | 5 | 0 | 5 | 2  | 15 | 0.133 | 0  | 0  |       |

| Date  | Match                     | Résultat | Sets  | Sets  | Sets  | Sets  | Sets | Total Points |
| Date  | Match                     | Résultat | 1     | 2     | 3     | 4     | 5    | Total Points |
| ----- | ------------------------- | -------- | ----- | ----- | ----- | ----- | ---- | ------------ |
| 22.10 | Chine - France            | 3 - 1    | -     | -     | -     | -     | -    | 54-46        |
| 22.10 | États-Unis - Égypte       | 3 - 1    | -     | -     | -     | -     | -    | 62-45        |
| 22.10 | Corée du Sud - Tunisie    | 3 - 0    | 15-8  | 15-7  | 15-11 | -     | -    | 45-26        |
| 23.10 | Chine - Égypte            | 3 - 0    | 15-10 | 15-7  | 15-7  | -     | -    | 45-24        |
| 23.10 | Corée du Sud - France     | 3 - 0    | 15-11 | 15-5  | 15-9  | -     | -    | 45-25        |
| 23.10 | États-Unis - Tunisie      | 3 - 0    | 15-12 | 15-1  | 15-4  | -     | -    | 45-17        |
| 24.10 | France - Tunisie          | 3 - 0    | -     | -     | -     | -     | -    | 45-24        |
| 24.10 | Corée du Sud - Égypte     | 3 - 0    | 15-11 | 15-5  | 15-10 | -     | -    | 45-26        |
| 24.10 | États-Unis - Chine        | 3 - 0    | 15-8  | 15-7  | 15-11 | -     | -    | 45-26        |
| 26.10 | Chine - Tunisie           | 3 - 0    | -     | -     | -     | -     | -    | 45-14        |
| 26.10 | France - Égypte           | 3 - 0    | -     | -     | -     | -     | -    | -            |
| 26.10 | Corée du Sud - États-Unis | 3 - 2    | 15-11 | 15-12 | 12-15 | 6-15  | 15-6 | 63-59        |
| 27.10 | États-Unis - France       | 3 - 1    | 17-15 | 8-15  | 15-2  | 15-11 | -    | 55-43        |
| 27.10 | Égypte - Tunisie          | 3 - 2    | 14-16 | 15-11 | 9-15  | 20-18 | 15-5 | 73-65        |
| 27.10 | Corée du Sud - Chine      | 3 - 0    | 15-9  | 15-8  | 15-13 | -     | -    | 45-30        |

#### Classement 7-12
| #  | Équipe   | Pts | J | G | P | Sp | Sc | Ratio | Pp | Pc | Ratio |
| -- | -------- | --- | - | - | - | -- | -- | ----- | -- | -- | ----- |
| 7  | Bulgarie | 9   | 5 | 4 | 1 | 12 | 3  | 4     | 0  | 0  |       |
| 8  | Cuba     | 9   | 5 | 4 | 1 | 12 | 7  | 1.714 | 0  | 0  |       |
| 9  | Brésil   | 8   | 5 | 3 | 2 | 10 | 6  | 1.667 | 0  | 0  |       |
| 10 | Mexique  | 8   | 5 | 3 | 2 | 9  | 8  | 1.125 | 0  | 0  |       |
| 11 | Belgique | 6   | 5 | 1 | 4 | 7  | 13 | 0.538 | 0  | 0  |       |
| 12 | Pays-Bas | 5   | 5 | 0 | 5 | 2  | 15 | 0.133 | 0  | 0  |       |

| Date  | Match               | Résultat | Sets  | Sets  | Sets  | Sets  | Sets  | Total Points |
| Date  | Match               | Résultat | 1     | 2     | 3     | 4     | 5     | Total Points |
| ----- | ------------------- | -------- | ----- | ----- | ----- | ----- | ----- | ------------ |
| 22.10 | Cuba - Pays-Bas     | 3 - 1    | 15-9  | 15-17 | 15-2  | 15-7  | -     | 60-35        |
| 22.10 | Bulgarie - Mexique  | 3 - 0    | 16-14 | 15-4  | 15-8  | -     | -     | 46-26        |
| 22.10 | Brésil - Belgique   | 3 - 0    | 17-15 | 15-11 | 15-6  | -     | -     | 47-32        |
| 23.10 | Mexique - Belgique  | 3 - 2    | 15-2  | 6-15  | 15-10 | 11-15 | 16-14 | 63-56        |
| 23.10 | Brésil - Pays-Bas   | 3 - 0    | 15-5  | 15-5  | 15-12 | -     | -     | 45-22        |
| 23.10 | Bulgarie - Cuba     | 3 - 0    | 15-8  | 15-9  | 15-11 | -     | -     | 45-28        |
| 24.10 | Bulgarie - Pays-Bas | 3 - 0    | 15-7  | 15-10 | 15-10 | -     | -     | 45-27        |
| 24.10 | Cuba - Belgique     | 3 - 2    | -     | -     | -     | -     | -     | 69-68        |
| 24.10 | Mexique - Brésil    | 3 - 0    | -     | -     | -     | -     | -     | 45-27        |
| 26.10 | Bulgarie - Belgique | 3 - 0    | 15-3  | 15-11 | 15-2  | -     | -     | 45-16        |
| 26.10 | Cuba - Brésil       | 3 - 1    | -     | -     | -     | -     | -     | 61-36        |
| 26.10 | Mexique - Pays-Bas  | 3 - 0    | -     | -     | -     | -     | -     | 45-24        |
| 27.10 | Belgique - Pays-Bas | 3 - 1    | -     | -     | -     | -     | -     | -            |
| 27.10 | Brésil - Bulgarie   | 3 - 0    | 16-14 | 15-11 | 15-12 | -     | -     | 46-37        |
| 27.10 | Cuba - Mexique      | 3 - 0    | 15-7  | 15-8  | 15-8  | -     | -     | 45-23        |

#### Classement 1-6
| # | Équipe             | Pts | J | G | P | Sp | Sc | Ratio | Pp | Pc | Ratio |
| - | ------------------ | --- | - | - | - | -- | -- | ----- | -- | -- | ----- |
| 1 | Pologne            | 10  | 5 | 5 | 0 | 15 | 7  | 2.143 | 0  | 0  |       |
| 2 | URSS               | 9   | 5 | 4 | 1 | 14 | 4  | 3.5   | 0  | 0  |       |
| 3 | Japon              | 8   | 5 | 3 | 2 | 10 | 10 | 1     | 0  | 0  |       |
| 4 | Allemagne de l'Est | 7   | 5 | 2 | 3 | 9  | 11 | 0.818 | 0  | 0  |       |
| 5 | Tchécoslovaquie    | 6   | 5 | 1 | 4 | 8  | 13 | 0.615 | 0  | 0  |       |
| 6 | Roumanie           | 5   | 5 | 0 | 5 | 4  | 15 | 0.267 | 0  | 0  |       |

| Date  | Match                                | Résultat | Sets  | Sets  | Sets  | Sets  | Sets | Total Points |
| Date  | Match                                | Résultat | 1     | 2     | 3     | 4     | 5    | Total Points |
| ----- | ------------------------------------ | -------- | ----- | ----- | ----- | ----- | ---- | ------------ |
| 22.10 | Allemagne de l'Est - Tchécoslovaquie | 3 - 2    | 14-16 | 15-10 | 15-10 | 11-15 | 15-7 | 70-58        |
| 22.10 | Pologne - URSS                       | 3 - 2    | 16-14 | 9-15  | 15-6  | 12-15 | 15-7 | 67-57        |
| 22.10 | Japon - Roumanie                     | 3 - 2    | 15-6  | 12-15 | 16-18 | 15-6  | 15-1 | 73-46        |
| 23.10 | Japon - Allemagne de l'Est           | 3 - 1    | 15-12 | 15-9  | 14-16 | 15-12 | -    | 59-49        |
| 23.10 | Pologne - Tchécoslovaquie            | 3 - 2    | 13-15 | 14-16 | 15-6  | 15-10 | 15-5 | 72-52        |
| 23.10 | URSS - Roumanie                      | 3 - 1    | 8-15  | 15-6  | 15-9  | 15-10 | -    | 53-40        |
| 24.10 | Pologne - Allemagne de l'Est         | 3 - 2    | 15-7  | 15-9  | 13-15 | 12-15 | 15-5 | 70-51        |
| 24.10 | Tchécoslovaquie - Roumanie           | 3 - 1    | 16-18 | 15-5  | 15-13 | 15-4  | -    | 61-40        |
| 24.10 | URSS - Japon                         | 3 - 0    | 15-10 | 16-14 | 18-16 | -     | -    | 49-40        |
| 26.10 | URSS - Allemagne de l'Est            | 3 - 0    | 17-15 | 15-12 | 15-6  | -     | -    | 47-33        |
| 26.10 | Pologne - Roumanie                   | 3 - 0    | 15-4  | 15-10 | 15-9  | -     | -    | 45-23        |
| 26.10 | Japon - Tchécoslovaquie              | 3 - 1    | 15-11 | 10-15 | 15-11 | 17-15 | -    | 57-52        |
| 27.10 | Allemagne de l'Est - Roumanie        | 3 - 0    | 15-4  | 15-9  | 15-2  | -     | -    | 45-15        |
| 27.10 | URSS - Tchécoslovaquie               | 3 - 0    | 18-16 | 15-12 | 15-5  | -     | -    | 48-33        |
| 28.10 | Pologne - Japon                      | 3 - 1    | 13-15 | 15-7  | 15-11 | 17-15 | -    | 60-48        |

## Classement final
| Place              | Équipe                 |
| ------------------ | ---------------------- |
| Médaille d'or      | Pologne                |
| Médaille d'argent  | URSS                   |
| Médaille de bronze | Japon                  |
| 4                  | Allemagne de l'Est     |
| 5                  | Tchécoslovaquie        |
| 6                  | Roumanie               |
| 7                  | Bulgarie               |
| 8                  | Cuba                   |
| 9                  | Brésil                 |
| 10                 | Mexique                |
| 11                 | Belgique               |
| 12                 | Pays-Bas               |
| 13                 | Corée du Sud           |
| 15                 | États-Unis             |
| 15                 | Chine                  |
| 16                 | France                 |
| 17                 | Égypte                 |
| 18                 | Tunisie                |
| 19                 | Italie                 |
| 20                 | Canada                 |
| 21                 | Venezuela              |
| 22                 | République dominicaine |
| 23                 | Porto Rico             |
| 24                 | Panama                 |